# بيت سويد (القفر)

تعديل مصدري - تعديل

بيت سويد هي إحدى قرى عزلة بني مسلم بمديرية القفر التابعة لمحافظة إب، بلغ تعداد سكانها 503 نسمة حسب تعداد اليمن لعام 2004.